# Gmina Eldorado (Iowa)

Położenie Gminy Eldorado w hrabstwie Benton

Gmina Eldorado (ang. Eldorado Township) – gmina w USA, w stanie Iowa, w hrabstwie Benton. Według danych z 2000 roku gmina miała 1240 mieszkańców.